# Araneus cercidius
Araneus cercidius este o specie de păianjeni din genul Araneus, familia Araneidae, descrisă de Yin et al., 1990. Conform Catalogue of Life specia Araneus cercidius nu are subspecii cunoscute.